# Crosby (Familienname)
Crosby ist ein englischer Familienname.

## Namensträger
- Alfred W. Crosby (1931–2018), US-amerikanischer Historiker
- Andrew Crosby (* 1965), kanadischer Ruderer
- B. J. Crosby († 2015), US-amerikanische Sängerin und Schauspielerin
- Bing Crosby (1903–1977), US-amerikanischer Sänger und Schauspieler
- Bob Crosby (1913–1993), US-amerikanischer Sänger und Big-Band-Chef
- Cathy Lee Crosby (* 1944), US-amerikanische Schauspielerin
- Charles Crosby (* 1931), US-amerikanischer Jazzmusiker
- Charles N. Crosby (1876–1951), US-amerikanischer Politiker
- Charlotte Crosby (* 1990), britischer Reality-TV-Star sowie Moderatorin
- David Crosby (1941–2023), US-amerikanischer Rocksänger und -musiker
- David Douglas Crosby (* 1949), kanadischer Ordensgeistlicher, Bischof von Hamilton
- Dawn Crosby (1963–1996), US-amerikanische Sängerin
- Denise Crosby (* 1957), US-amerikanische Schauspielerin
- Edward Crosby (* 1949), US-amerikanischer Baseballspieler
- Ellen Crosby (* 1953), US-amerikanische Journalistin und Schriftstellerin
- Elizabeth C. Crosby (1888–1983), US-amerikanische Neuroanatomin
- Floyd Crosby (1899–1985), US-amerikanischer Kameramann
- Fanny Crosby (1820–1915), US-amerikanische Dichterin geistlicher Texte
- Gary Crosby (1933–1995), US-amerikanischer Schauspieler
- Gary Crosby (Musiker) (* 1955), britischer Jazzmusiker
- Graeme Crosby (* 1955), neuseeländischer Motorradrennfahrer
- Harry Crosby (Dichter) (1898–1929), US-amerikanischer Dichter
- Harry Crosby (Bankmanager) (* 1958), US-amerikanischer Investmentbanker und Schauspieler
- Harry Lillis Crosby, (1903–1977), US-amerikanischer Sänger und Schauspieler, siehe Bing Crosby
- Henry Crosby (1870–1949), australischer Politiker und Abgeordneter
- Howard Crosby (1826–1891), US-amerikanischer presbyterianischer Geistlicher und Hochschullehrer
- Israel Crosby (1919–1962), US-amerikanischer Jazzbassist
- Joan Crosby (1920–2013), englische Tischtennisspielerin
- John Crosby (Autor) (1912–1991), US-amerikanischer Journalist und Schriftsteller
- John Crosby (Turner) (* 1951), US-amerikanischer Turner
- John Crosby (Orientierungsläufer), britischer Trail-Orientierungsläufer
- John Crosby (Schauspieler), US-amerikanischer Schauspieler
- John C. Crosby (1859–1943), US-amerikanischer Politiker
- John F. Crosby (* 1944), US-amerikanischer Philosoph
- John Schuyler Crosby (1839–1914), US-amerikanischer Politiker
- Margaret Crosby (1901–1972), US-amerikanische Klassische Archäologin
- Mary Crosby (* 1959), US-amerikanische Schauspielerin
- Mason Crosby (* 1984), US-amerikanischer American-Football-Spieler
- Maxx Crosby (* 1997), US-amerikanischer American-Football-Spieler
- Moreau S. Crosby (1839–1893), US-amerikanischer Politiker
- Norm Crosby (1927–2020), US-amerikanischer Komiker
- Olivia Crosby, US-amerikanische Schauspielerin
- Percy Crosby (1891–1964), Cartoonist
- Philip B. Crosby (1926–2001), US-amerikanischer Vorreiter des Null-Fehler-Programms im Rahmen des Qualitätsmanagement
- Robbin Crosby (1959–2002), US-amerikanischer Gitarrist und Songwriter
- Robert B. Crosby (1911–2000), US-amerikanischer Politiker
- Sidney Crosby (* 1987), kanadischer Eishockeyspieler
- Spice Williams-Crosby (* 1952), US-amerikanische Schauspielerin
- William G. Crosby (1805–1881), US-amerikanischer Politiker
- William Otis Crosby (1850–1925), US-amerikanischer Geologe